# Wilson (Texas)
Wilson è una città della contea di Lynn, nello Stato del Texas, negli Stati Uniti. Secondo il censimento del 2020, possedeva una popolazione di 434 abitanti.

## Geografia fisica
Secondo l'Ufficio del censimento degli Stati Uniti, ha una superficie totale di 0,65 mi² (1,68 km²).
Wilson è situata nella regione del Llano Estacado.

## Storia
La città di Wilson è stata fondata nel 1912 da William Dickson Green, originario di Shiner, e Lonnie Lumsden. I primi coloni erano agricoltori tedeschi e polacchi, che acquistarono i terreni dell'ex Wilson County School, da cui la città prese il nome.
Wilson è stata fondata poco prima della costruzione dei binari nella zona da parte della linea ferroviaria della Panhandle and Santa Fe Railway. La Panhandle and Santa Fe Railway Company era una delle due succursali dell'Atchison, Topeka and Santa Fe Railway Company (Santa Fe) nel Texas, che attraversava le regioni del Texas Panhandle e delle South Plains, così come il Trans-Pecos a Presidio. Nel 1911 è stato costruito un ramo ferroviario tra Slaton Junction e Lamesa, che attraversava anche il centro abitato di Wilson.
Nel 1917, William Green costruì il "Green Building" che ospitava un emporio, divenuto rapidamente il centro delle attività della piccola città. La coppia più coinvolta nella gestione del negozio è stata quella dei coniugi Williams, che hanno gestito il negozio dal 1916 al 1936, anno in cui il signor Williams è morto. Negli anni successivi, la signora Williams si fece carico della gestione del negozio, fino agli inizi degli anni '40. Nel 1963, gli abitanti di Wilson festeggiarono la ristrutturazione del Green Building. Oggi, l'edificio ristrutturato funge da municipio e museo storico e continua a essere un punto di ritrovo per la comunità.

## Società

### Evoluzione demografica
Secondo il censimento del 2020, la popolazione era di 434 abitanti. Al precedente censimento, quello del 2010, la popolazione era di 489 abitanti.